# Podróż apostolska Pawła VI do Stanów Zjednoczonych
3. podróż apostolska papieża Pawła VI odbyła się 4 października 1965 roku. Była to pierwsza w historii papieska pielgrzymka do Ameryki Północnej.
Ceremonia powitania oraz pożegnania papieża odbyła się na lotnisku J. F. Kennedy'ego w dzielnicy Queens.
Najważniejszym punktem wizyty w Stanach Zjednoczonych było wystąpienie w siedzibie Organizacji Narodów Zjednoczonych z okazji dwudziestolecia istnienia tej organizacji.
Ponadto w czasie pielgrzymki Paweł VI odwiedził katedrę św. Patryka, kościół Świętej Rodziny, stadion New York Yankees, Wystawę światową oraz Rice High School.
W Nowym Jorku kierowcą Pawła VI był naczelny szofer zakładów Forda.
Amerykańska prasa nazwała papieża Flying Paul – Latającym Pawłem.